# Чилівунг

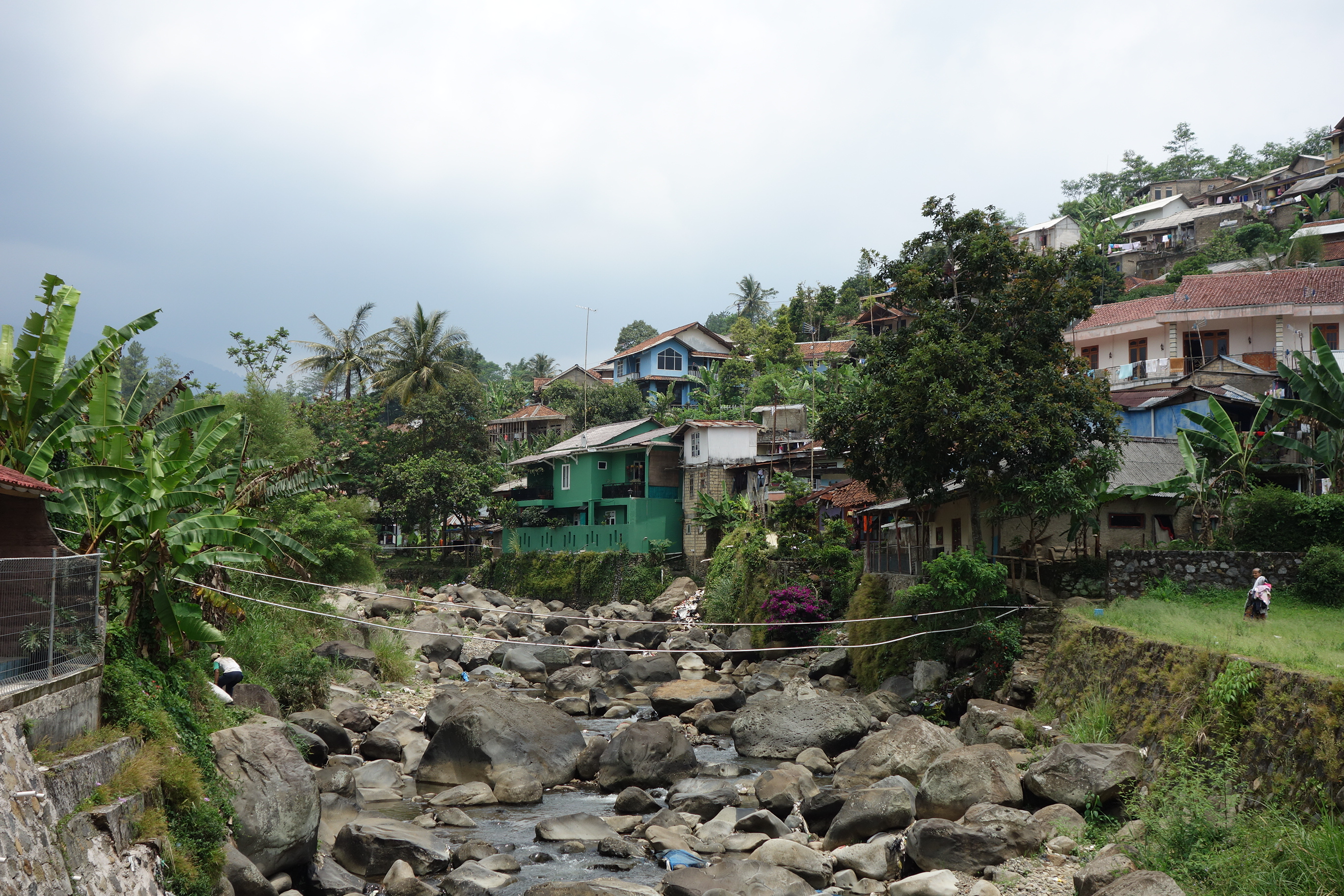
Річка Чилівунг біля витоку

Чилівунг (індонез. Ciliwung, сунд. Ci Liwung, буквально — «каламутна річка») — річка на заході острова Ява в Індонезії. Довжина, за різними підрахунками — 89 або 117 км, площа басейну — від 347 до 375 км².
Бере початок на північному схилі вулкана Пангранго, південніше міста Богор. На значній частині нижньої течії аж до впадання в бухту Джакарта Яванського моря тече по території столиці Індонезії, Джакарти, будучи найбільшою річкою цього міста.
У період початку голландської колонізації Яви ця річка мала важливе значення як транспортна артерія і джерело прісної води. На початку XXI століття господарське значення річки істотно знизилося. Її вода сильно забруднена промисловими і побутовими відходами.